# دانييل إم. تاني
دانييل إم. تاني (بالإنجليزية: Daniel M. Tani) (و. 1961  م) هو رائد فضاء، ومهندس أمريكي.

## التعليم
تعلم في معهد ماساتشوستس للتكنولوجيا.

## ريادة الفضاء
شارك في المهمات الفضائية:
- البعثة 16
- STS-108
- STS-122
- STS-120.

## جوائز
حصل على جوائز منها:
- وسام الاستحقاق في استكشاف الفضاء.